# Selma Engel-Wijnberg
Selma Engel-Wijnberg, nata Saartje "Selme" Wijnberg (Groninga, 15 maggio 1922 – Branford, 4 dicembre 2018), è stata una superstite dell'Olocausto olandese naturalizzata statunitense, una dei pochi superstiti del campo di sterminio di Sobibór.

## Biografia
Selma Wijnberg nacque nel 1922 a Groninga, nei Paesi Bassi, da Samuel Wijnberg (1882-1941) e Alida Nathans (1887-1942). Aveva tre fratelli: Abraham (1916-1977), Mozes Maurits (1918-1943) e Marthijn (1919-1943). Crebbe a Zwolle, dove i suoi genitori, ebrei, possedevano e gestivano l'Hotel Wijnberg. Il 10 maggio 1940, cinque giorni prima del diciottesimo compleanno di Selma, i tedeschi occuparono la nazione, e presto diedero inizio alla persecuzione degli ebrei. Nel settembre del 1942 la Wijnberg si nascose dapprima ad Utrecht e successivamente a De Bilt.
Mentre si nascondeva, usava il nome di "Greetje van den Berg". Il 18 dicembre 1942 fu arrestata dalle forze naziste; due mesi dopo fu deportata a Camp Vught, poi al campo di transito di Westerbork, e infine al campo di sterminio di Sobibór il 9 aprile 1943, assieme ad altri 2.019 ebrei. Sopravvissuta alla selezione per le camere a gas, fu assegnata all'unità dei Sonderkommando nel ''campo II'' e costretta a smistare i vestiti delle vittime.
Nella baracca di smistamento la Wijnberg incontrò il suo futuro marito, Chaim Engel, ebreo polacco di Brudzew, più grande di lei di sei anni. I due erano in grado di comunicare in tedesco. Chaim la aiutò a sopravvivere, ad esempio quando contrasse il tifo, la nascose dalle guardie, facendola riposare e scortandola alla latrina.
Durante la rivolta del 14 ottobre 1943, Selma e Chaim fuggirono insieme. Lei fornì a Chaim un coltello, che usò per pugnalare l'ufficiale nazista Rudolf Beckmann, e poi la coppia fuggì sotto gli spari attraverso il cancello principale fino al bosco circostante. Trovarono rifugio presso una coppia polacca, che pagarono affinché li nascondesse. Sopravvissero per nove mesi in un fienile fino alla ritirata della Germania nazista dalla Polonia occupata nel luglio 1944, durante la controffensiva dell'Armata Rossa. A quel tempo, Selma era incinta.
Dopo il conflitto la coppia si sposò, e viaggiò attraverso la Polonia via Chełm e Parczew, dove nacque il loro figlio Emiel, fino a Lublino, poi attraversarono l'Ucraina in treno via Chernivtsi e Odessa e partirono in barca per Marsiglia, in Francia. Durante il viaggio, però, il piccolo Emiel morì, e il suo corpo fu sepolto in mare vicino alla Grecia. Da Marsiglia, la coppia viaggiò a nord in treno fino a Zwolle e tornò nella casa dei genitori di Selma, l'Hotel Wijnberg, nei Paesi Bassi. 
Nei Paesi Bassi Chaim e Selma si sposarono di nuovo il 18 settembre 1945. La polizia di Zwolle decise che Selma, avendo sposato Engel, un polacco, doveva perdere la cittadinanza olandese e acquisire quella polacca. La coppia non poteva però tornare in Polonia, poiché il suo governo non accettava più il ritorno di cittadini polacchi espulsi da paesi stranieri. I funzionari respinsero anche la richiesta di ingresso in un campo profughi vicino a Valkenswaard, essendo il centro di detenzione al completo e la Wijnberg una nativa olandese. 
Mentre la coppia viveva a Zwolle, Selma diede alla luce altri due figli, un maschio e una femmina. In un'intervista del 2015, disse che lei e Chaim odiavano i Paesi Bassi per il trattamento che riservò loro dopo la guerra, quando avevano cercato di privarla della sua nazionalità e intendevano espellerli.
Nel 1951 gli Engel fecero l'aliyah, ovvero emigrarono in Israele, ma non si sentirono a proprio agio lì, quindi nel 1957 decisero di emigrare negli Stati Uniti, stabilendosi a Branford, nel Connecticut. Tornarono in Europa solo per testimoniare contro i criminali di guerra di Sobibór.
Il 12 aprile 2010, il ministro Ab Klink si scusò con la Engel-Wijnberg, a nome del governo olandese, per il trattamento a loro riservato dopo il conflitto, nel corso della cerimonia di commemorazione del campo di Westerbork. Nonostante avesse respinto le scuse, Selma accettò l'onorificenza di cavaliere dell'Ordine di Oranje-Nassau. In questa occasione fece ritorno per la prima volta nei Paesi Bassi dal lontano 1951. Vedova di Chaim dal 2003, Selma Engel-Wijnberg morì a Branford, nel Connecticut, il 4 dicembre 2018 all'età di 96 anni.

## Nella cultura di massa
- Nel film del 1987, Fuga da Sobibor, Selma è stata interpretata da Ellis van Maarseveen.[13]
- Ad van Liempt scrisse nel 2010 una biografia della Engel-Wijnberg intitolata Selma: De vrouw die Sobibor overleefde (ISBN 978-90-74274-42-5)
- Van Liempt ha inoltre realizzato un documentario con lo stesso titolo, trasmesso dalla NAS sulla televisione olandese nel 2010.[14]